# Washington Mystics
Die Washington Mystics sind ein Franchise der nordamerikanischen Frauen-Basketball-Profiliga Women’s National Basketball Association (WNBA). Die Heimspiele trägt das Team in der CareFirst Arena in Washington, D.C. aus.
Die Mystics sind das Schwesterteam der Washington Wizards in der NBA, jedoch haben die beiden Teams seit 2005 unterschiedliche Besitzer. Die Mystics konnten lange Zeit keine nennenswerten Erfolge feiern und waren bis zur Finalteilnahme 2018 das letzte aktive WNBA-Franchise, das noch nicht die Finals erreichen konnte. 2019 gewannen die Mystics zum ersten Mal die Meisterschaft.

## Geschichte

### Gründung und erste Saisons (1998 bis 1999)
Die Washington Mystics sind eines der ersten Expansion Teams der WNBA. Die Saison 1998 war die erste Saison der Mystics in der WNBA. Angeführt von Nikki McCray gewannen die Mystics nur drei von insgesamt 30 Saison-Spielen. Im WNBA Draft 1999 entschieden sich die Mystics für Chamique Holdsclaw. In der Saison 1999 konnten die Mystics erstmals in der Liga Fuß fassen und gewannen 12 von 32 Spielen, was auch an den starken Leistungen von Holdsclaw und Nikki McCray lag. Beide Spielerinnen wurden in das All-Star Team gewählt.

### Hochs und Tiefs (2000 bis 2003)
Holdsclaw und McCray schafften es in der Saison 2000 mit nur 14 Saison-Siegen die Mystics erstmals in die Play-offs zu führen, wo sie in den Conference Semifinals an den New York Liberty scheiterten. Nachdem die Mystics die Saison 2001 als schlechtestes Team der gesamten Liga beendet hatte, legten Cheftrainer Tom Maher und General Manager Melissa McFerrin ihr Amt nieder. Mit Marianne Stanley wurde die Assistenztrainerin der Mystics zur neuen Cheftrainerin ernannt. Unter der Führung von Stanley schafften die Mystics bereits in der Saison 2002 wieder den Sprung in die Play-offs. Dies lag vor allem an den guten Leistungen von Holdsclaw und der im WNBA Draft 2002 ausgewählten Stacey Dales-Schuman. In den Play-offs gewannen sie klar mit 2:0 in Spielen gegen die Charlotte Sting, jedoch schieden sie in den Conference Finals knapp mit 1:2 wieder gegen die New York Liberty aus. Nachdem die Mystics in der Saison 2003 die Play-offs klar verpasst hatten, wurde Stanley als Cheftrainerin entlassen und Michael Adams übernahm für die Saison 2004 den Posten des Cheftrainers der Mystics.

### Mittelfeld und Verkauf des Franchise (2004 bis 2007)
In der Saison 2004 gab es immer mehr Gerüchte um Holdsclaw und dass sie nicht sehr glücklich ist für Washington zu spielen. Am Ende der Saison fiel Holdsclaw aus nicht bekannten Gründen für die restliche Saison aus. Rookie Alana Beard schaffte es aber mit tollen Leistungen die Mystics doch noch in die Play-offs zu führen, wo die Mystics bereits in den Conference Semifinals gegen die Connecticut Sun ausschieden. In der Saison 2005 wurde Richie Adubato zum neuen Cheftrainer der Mystics ernannt. In dieser Saison verkauften die bisherigen Eigentümer Washington Sports and Entertainment das Franchise an die Lincoln Holdings LLC. Des Weiteren wurde Holdsclaw zu den Los Angeles Sparks für DeLisha Milton-Jones transferiert. Trotz dieser großen Veränderungen spielten die Mystics eine gute Saison und verpassten die Play-offs nur knapp. In der Saison 2006 schafften sie wieder den Sprung in die Play-offs, nachdem sie 18 von 34 Spielen hatte gewinnen können. Doch wie in den Play-offs vor zwei Jahren scheiterten die Mystics an den Sun in den Conference Semifinals. Als den Mystics in der Saison 2007 das Verpassen der Play-offs drohte, wurde Richie Adubato bereits im Laufe der Saison entlassen und durch Tree Rollins ersetzt. Die Mystics beendeten die Saison gemeinsam mit den New York Liberty auf dem vierten Platz. Da die Liberty aber in den direkten Begegnungen die meisten Spiele gewinnen konnte, bekamen die Liberty den letzten Play-off-Platz.

### Neubeginn und Rückkehr in die Play-offs (2008 bis 2010)
Auch in der Saison 2008 nicht den Weg zurück in die Play-offs und konnten nur 8 der ersten 22 Spiele gewinnen. Darauf wurde Rollins entlassen und durch Jessie Kenlaw ersetzt, die die Mannschaft für die restliche Saison betreute. Durch diese schlechte Platzierung konnten sich die Mystics einen guten Draft-Pick beim WNBA Draft 2009 sichern. Bei der Lotterie wurde den Mystics der zweite Draft-Pick zugeteilt. Beim Draft entschieden sie sich für die junge Marissa Coleman. Vor dem Beginn der Saison 2009 gab es wieder einige personelle Veränderungen bei den Mystics. Julie Plank wurde zur neuen Cheftrainerin und Angela Taylor zum neuen General Manager ernannt. Trotz dieser vielen Änderungen schafften die Mystics seit langem wieder einer durchwegs positive Saison zu spielen und schafften als letztes Team den Sprung in die Play-offs. Crystal Langhorne die beim WNBA Draft 2008 an der sechsten Stelle ausgewählt wurde, wurde mit dem WNBA Most Improved Player Award ausgezeichnet. In den Play-offs trafen die Mystics auf die Indiana Fever, die die Saison als beste Mannschaft aus dem Osten beendet hat. Die Mystics konnten gegen die Fever nicht bestehen und verloren die Serie mit 0:2.
Im Jahr 2010 spielte das Team die erfolgreichste reguläre Saison seiner Geschichte. Mit 22:12 Erfolgen beendeten die Mystics damit erstmals die Vorrunde als bestes Team der Eastern Conference. Obwohl das Team erstmals den Heimvorteil in einer Playoff-Serie hatte, scheiterten sie mit 0:2 in der ersten Runde an den Atlanta Dream.

### Weitere Saisons ohne große Erfolge (2011 bis 2016)
Nach der guten regulären Saison 2010 folgten zwei sportlich sehr schwache Saisons für die Mystics. Das Team erreichte nur fünf bzw. sechs Siege in jeweils 34 Saisonspielen. Diese Bilanzen zählen zu den schwächsten, die ein seit längerem bestehendes WNBA-Franchise erzielt hat.
In den Saisons 2013, 2014 und 2015 erreichten die Mystics zumindest wieder die Playoffs, scheiterten aber zum wiederholten Male in der ersten Playoff-Runde. 2015 war die siebte Erstrundenniederlage in Serie. 2016 beendete das Team die Saison auf dem letzten Tabellenplatz und verpasst somit nach drei Playoff-Teilnahmen in Folge zum zehnten Mal in der Vereinsgeschichte die Playoffs.

### Erfolgreiche Jahre (2017 bis 2019)
Vor der Saison 2017 wechselte Elena Delle Donne zu den Mystics und stellte von Beginn an eine Verstärkung für das Team dar. 2017 erreichten die Mystics mit einer positiven Bilanz die Playoff und bestritten erstmals seit 15 Jahren eine Playoff-Serie erfolgreich und scheiterte erst im Halbfinale am späteren Meister aus Minnesota. Im Jahr 2018 gewann die Mystics 22 Spiele in der regulären Saison und egalisierte damit den Vereinsrekord aus der Spielzeit 2010. Nach einem Freilos in der ersten Playoff-Runde und Erfolgen gegen die Los Angeles Sparks und den Atlanta Dream stand das Team erstmals in den WNBA-Finals. Diese gingen dann aber deutlich mit 3:0 gegen das Team der Seattle Storm verloren. In der Saison 2019 konnte man sich auf 26 Regular-Season-Siege steigern. Mit einem 3:1-Sieg im Halbfinale über die Las Vegas Aces gelangten die Mystics erneut die Finals, wo sie dieses Mal gegen die Connecticut Sun mit 3:2 die Oberhand behielten und ihre erste WNBA-Meisterschaft feierten.

### Wieder ein Team ohne Playoff-Erfolge (seit 2020)
Die Spielzeit 2020 wurde aufgrund der Corona-Pandemie verkürzt und zentral ausgetragen. Aufgrund der Pandemie verzichtete die Star-Spielerin Elena Delle Donne auf eine Teilnahme an den Spielen und die Mystics waren daher deutlich weniger erfolgreich. Trotz einer negativen Bilanz wurden die Playoffs erreicht, endeten aber mit einer Niederlage in der ersten Runde. 2021 bestritt Delle Donna nur drei Spiele für das Team und die Mystics verpassten erstmals seit 2016 die Playoffs. In der Saison 2022 spielte Delle Donna wieder regelmäßig mit und das Team erreichte mit einer positiven Bilanz die Playoff, scheiterte aber wie schon so häufig in der ersten Runde.

## Spielstätten
| Saison | Zuschauer- schnitt | WNBA-Zu- schauerschnitt |
| ------ | ------------------ | ----------------------- |
| 1998   | 15.910             | 10.864                  |
| 1999   | 15.306             | 10.189                  |
| 2000   | 15.258             | 9.072                   |
| 2001   | 15.417             | 9.075                   |
| 2002   | 16.202             | 9.344                   |
| 2003   | 14.042             | 8.826                   |
| 2004   | 12.615             | 8.613                   |
| 2005   | 10.088             | 8.172                   |
| 2006   | 7.839              | 7.479                   |
| 2007   | 7.788              | 7.742                   |
| 2008   | 9.096              | 7.948                   |
| 2009   | 11.338             | 8.039                   |
| 2010   | 9.357              | 7.834                   |
| 2011   | 10.449             | 7.955                   |

| Saison | Zuschauer- schnitt | WNBA-Zu- schauerschnitt |
| ------ | ------------------ | ----------------------- |
| 2012   | 8.639              | 7.457                   |
| 2013   | 7.838              | 7.531                   |
| 2014   | 8.377              | 7.578                   |
| 2015   | 7.714              | 7.318                   |
| 2016   | 6.929              | 7.655                   |
| 2017   | 7.771              | 7.716                   |
| 2018   | 6.136              | 6.769                   |
| 2019   | 4.546              | 6.535                   |
| 2020   | Covid-19           | Covid-19                |
| 2021   | 2.113              | 2.620                   |
| 2022   | 3.983              | 5.646                   |
| 2023   | 4.391              | 6.615                   |
| 2024   | 6.542              | 9.807                   |

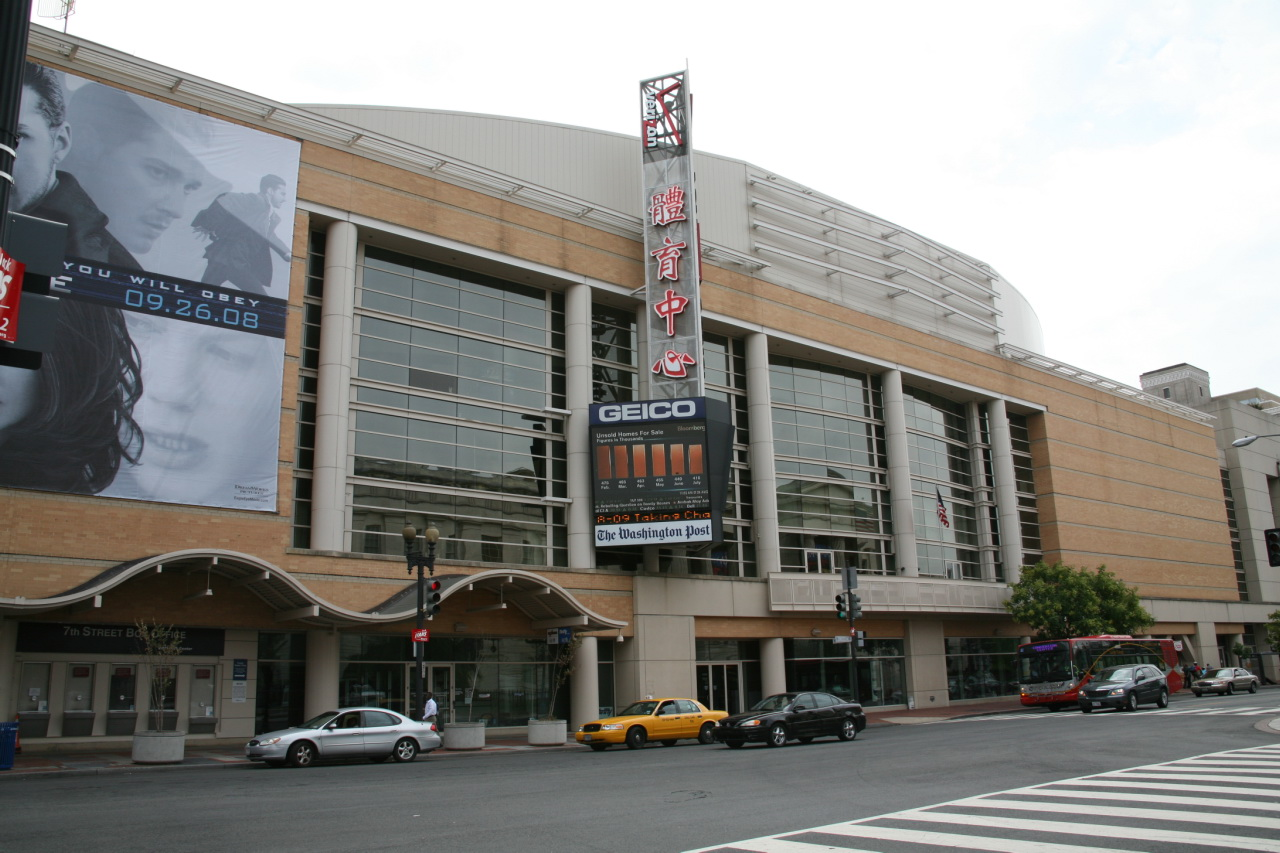
Von 1998 bis 2018 war die Capital One Arena Heimat der Washington Mystics

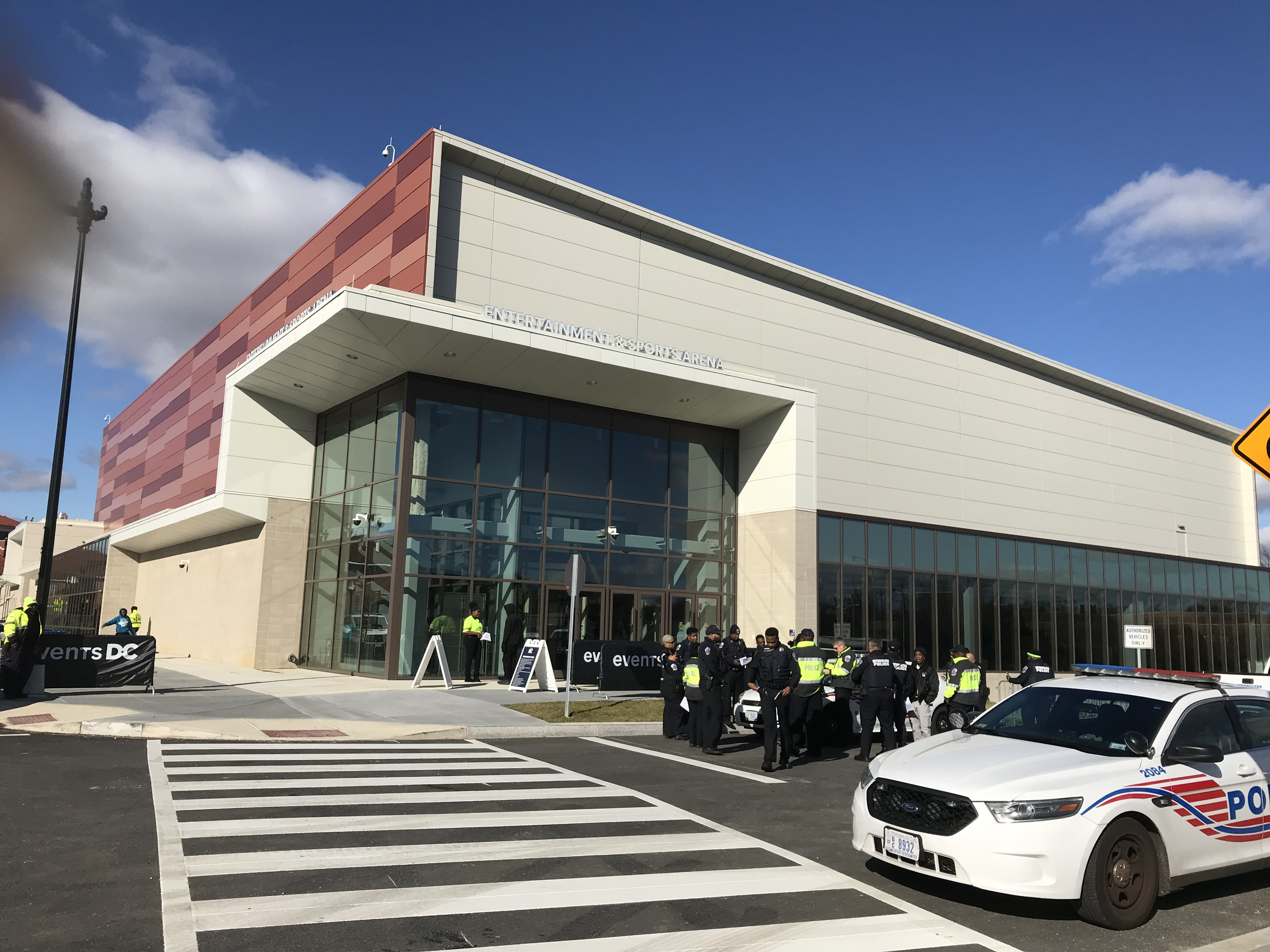
Seit 2019 ist die CareFirst Arena die Spielstätte der Washington Mystics

Die Washington Mystics trugen ihre Heimspiele von ihrer Gründung bis 2018 in der Capital One Arena (bis 2017: Verizon Center) aus. In der Halle spielten auch die Washington Wizards (NBA), die Washington Capitals (NHL) sowie die Georgetown Hoyas (NCAA).
Seit der Saison 2019 ist das Team in der CareFirst Arena mit 4.200 Plätzen ansässig. Die Mystics spielten 2019 ein Heimspiel in der Capital One Arena.

### Zuschauerzahlen
Trotz des geringen sportlichen Erfolgs des Teams lagen die Zuschauerzahlen in fast allen Saisons deutlich über dem WNBA-Schnitt. In einigen Saisons wurden dabei sogar fünfstellige Werte erzielt. Nachdem das Team sich zeitweilig als Zuschauermeister bezeichnet hatte, da man in einigen Saisons den höchsten Zuschauerschnitt gehabt hatte, gingen in den letzten Spielzeiten die Besucherzahlen zurück. 2016 wurde der bis dato schwächste Zuschauerzuspruch in der Teamgeschichte erzielt und erstmals lag das Team unter dem WNBA-Schnitt. 2017 erfolgte eine Steigerung und es konnte wieder ein Schnitt oberhalb des Ligaschnitts erzielt werden. Obwohl die Saison 2018 sportlich erfolgreich war, ging der Zuschauerzuspruch überraschend deutlich zurück. Durch den Umzug 2019 in die neue Halle mit 4.200 Plätzen sank der Schnitt weiter.

## Erfolge und Ehrungen

### Sportliche Erfolge
Im Jahr 2010 erzielte das Team die beste Bilanz der Eastern Conference in der regulären Saison scheiterte aber in der ersten Playoff-Runde. Die Mystics waren für einige Jahre das letzte aktive WNBA-Franchise, das noch nicht die Finals erreichen konnte. Diesen Makel konnte das Team in der Saison 2018 tilgen. Die WNBA-Finals wurden erstmals erreicht, aber diese gingen gegen das Team der Seattle Storm verloren. 2019 konnten die Mystics nach der besten Bilanz aller Teams in der regulären Saison wieder die Finals erreichen, die diesmal gegen die Connecticut Sun erfolgreich gestaltet werden konnten.

### Individuelle Auszeichnungen
Trotz der lange ausbleibenden Teamerfolge gingen zahlreiche individuelle Auszeichnungen Mitglieder des Teams.
| Most Valuable Player: Die erste Mystics-Spielerin, die zum WNBA MVP ernannt wurde, war Elena Delle Donne. - 2019 – Elena Delle Donne Finals MVP Award: Nachdem das Team 2019 die WNBA-Meisterschaft gewinnen konnte, ging wie üblich auch die Final-MVP-Ehrung an ein Mitglied des Teams. - 2019 – Emma Meesseman Coach of the Year Award : Die Auszeichnung für den besten Trainer der regulären Saison ging bisher zweimal an das Team aus Washington. - 2002 – Marianne Stanley - 2013 – Mike Thibault Most Improved Player Award: Die Auszeichnung der meistverbesserten Spielerin ging bisher zweimal an Spielerinnen des Teams. - 2002 – Coco Miller - 2009 – Crystal Langhorne | Rookie of the Year: Die Mystics hatte bisher einmal den Nummer-1-Draft-Pick und Chamique Holdsclaw bestätigte diese Erwahrungen mit dem Gewinn der Auszeichnung als bester Liga-Neuling. Nach einer starken Rookie-Saison erhielt auch Temeka Johnson diese Ehrung. - 1999 – Chamique Holdsclaw - 2005 – Temeka Johnson Peak Performers Bei den Auszeichnungen der besten statistischen Werte waren Spielerinnen des Teams zu Beginn der WNBA regelmäßig erfolgreich. Mittlerweile wurde seit über zehn Jahren keine mehr errungen. - 1999 – Murriel Page (Field Goal Percentage) - 2000 – Murriel Page (Field Goal Percentage) - 2002 – Chamique Holdsclaw (Punkte) - 2002 – Chamique Holdsclaw (Rebounds) - 2003 – Chamique Holdsclaw (Rebounds) |

### Saisonübersicht
Abkürzungen: Sp. = Spiele, S = Siege, N = Niederlagen
| Saison | Sp. | S   | N   | Siege in % | Platz                  | Play-offs |
| ------ | --- | --- | --- | ---------- | ---------------------- | --- |
| 1998   | 30  | 3   | 27  | 10,0       | 5., Eastern Conference | nicht qualifiziert |
| 1999   | 32  | 12  | 20  | 37,5       | 5., Eastern Conference | nicht qualifiziert |
| 2000   | 32  | 14  | 18  | 43,8       | 4., Eastern Conference | Niederlage in den Conference Semifinals, 0:2 (New York Liberty)                                                                                    |
| 2001   | 32  | 10  | 22  | 31,3       | 8., Eastern Conference | nicht qualifiziert |
| 2002   | 32  | 17  | 15  | 53,1       | 3., Eastern Conference | Sieg in den Conference Semifinals, 2:0 (Charlotte Sting) Niederlage in den Conference Finals, 1:2 (New York Liberty)                               |
| 2003   | 34  | 9   | 25  | 26,5       | 7., Eastern Conference | nicht qualifiziert |
| 2004   | 34  | 17  | 17  | 50,0       | 4., Eastern Conference | Niederlage in den Conference Semifinals, 1:2 (Connecticut Sun)                                                                                     |
| 2005   | 34  | 16  | 18  | 47,1       | 5., Eastern Conference | nicht qualifiziert |
| 2006   | 34  | 18  | 16  | 52,9       | 4., Eastern Conference | Niederlage in den Conference Semifinal, 0:2 (Connecticut Sun)                                                                                      |
| 2007   | 34  | 16  | 18  | 47,1       | 5., Eastern Conference | nicht qualifiziert |
| 2008   | 34  | 10  | 24  | 29,4       | 6., Eastern Conference | nicht qualifiziert |
| 2009   | 34  | 16  | 18  | 47,1       | 4., Eastern Conference | Niederlage in den Conference Semifinals, 0:2 (Indiana Fever)                                                                                       |
| 2010   | 34  | 22  | 12  | 64,7       | 1., Eastern Conference | Niederlage in den Conference Semifinals, 0:2 (Atlanta Dream)                                                                                       |
| 2011   | 34  | 6   | 28  | 17,6       | 6., Eastern Conference | nicht qualifiziert |
| 2012   | 34  | 5   | 29  | 14,7       | 6., Eastern Conference | nicht qualifiziert |
| 2013   | 34  | 17  | 17  | 50,0       | 3., Eastern Conference | Niederlage in den Conference Semifinals, 1:2 (Atlanta Dream)                                                                                       |
| 2014   | 34  | 16  | 18  | 47,1       | 3., Eastern Conference | Niederlage in den Conference Semifinals, 0:2 (Indiana Fever)                                                                                       |
| 2015   | 34  | 18  | 16  | 52,9       | 4., Eastern Conference | Niederlage in den Conference Semifinals, 1:2 (New York Liberty)                                                                                    |
| 2016   | 34  | 13  | 21  | 38,2       | 5., Eastern Conference | nicht qualifiziert |
| 2017   | 34  | 18  | 16  | 52,9       | 3., Eastern Conference | Sieg in der 1. Runde, 1:0 (Dallas Wings) Sieg in der 2. Runde, 1:0 (New York Liberty) Niederlage in den WNBA-Semifinals, 0:3 (Minnesota Lynx)      |
| 2018   | 34  | 22  | 12  | 64,7       | 2., Eastern Conference | Sieg in der 2. Runde, 1:0 (Los Angeles Sparks) Sieg in den WNBA-Semifinals, 3:2 (Atlanta Dream) Niederlage in den WNBA-Finals, 0:3 (Seattle Storm) |
| 2019   | 34  | 26  | 8   | 67,5       | 1., Eastern Conference | Sieg in den WNBA-Semifalbfinals, 3:2 (Las Vegas Aces) WNBA-Meister, 3:2 (Connecticut Sun)                                                          |
| 2020   | 22  | 9   | 13  | 40, 9      | 3., Eastern Conference | Niederlage in der 1. Runde, 0:1 (Phoenix Mercury)                                                                                                  |
| 2021   | 32  | 12  | 20  | 37,5       | 3., Eastern Conference | nicht qualifiziert |
| 2022   | 36  | 22  | 14  | 61,1       | 3., Eastern Conference | Niederlage in der 1. Runde, 0:2 (Seattle Storm) |
| 2023   | 40  | 19  | 21  | 47,5       | 4., Eastern Conference | Niederlage in der 1. Runde, 0:2 (New York Liberty)                                                                                                 |
| 2024   | 40  | 14  | 26  | 35,0       | 5., Eastern Conference | nicht qualifiziert |
| Gesamt | 906 | 397 | 509 | 43,8       |                        | 15 Play-off-Teilnahmen in 27 Saisons 21 Serien: 7 Siege, 14 Niederlagen 52 Spiele: 18 Siege, 34 Niederlagen (34,6 %)                               |

## Head Coaches
| Zeitraum  | Trainer          |
| --------- | ---------------- |
| 1998      | Jim Lewis        |
| 1998      | Cathy Parson     |
| 1999–2000 | Nancy Darsch     |
| 2000      | Darrell Walker   |
| 2001      | Tom Maher        |
| 2002–2003 | Marianne Stanley |
| 2004      | Michael Adams    |
| 2005–2007 | Richie Adubato   |
| 2007–2008 | Tree Rollins     |
| 2008      | Jessie Kenlaw    |
| 2009–2010 | Julie Plank      |
| 2010–2012 | Trudi Lacey      |
| 2012–2022 | Mike Thibault    |
| Seit 2023 | Eric Thibault    |

## Spielerinnen

### Kader der Saison 2023
Stand: 5. Juni 2023
| Nr. | Land                | Name                     | Position       | Geburtsdatum | Erfahrung in WNBA | College                       |
| --- | ------------------- | ------------------------ | -------------- | ------------ | ----------------- | ----------------------------- |
| 0   | Vereinigte Staaten  | Shakira Austin           | Center-Forward | 25.07.2000   | 1 Saison          | University of Mississippi     |
| 2   | Vereinigte Staaten  | Myisha Hines-Allen       | Forward        | 30.05.1996   | 5 Saisons         | University of Louisville      |
| 3   | China Volksrepublik | Li Meng                  | Guard          | 02.01.1995   | Rookie            | -                             |
| 7   | Vereinigte Staaten  | Ariel Atkins             | Guard          | 30.07.1996   | 5 Saisons         | University of Texas at Austin |
| 9   | Vereinigte Staaten  | Natasha Cloud            | Guard          | 22.02.1992   | 7 Saisons         | Saint Joseph’s University     |
| 11  | Vereinigte Staaten  | Elena Delle Donne        | Forward-Guard  | 05.09.1989   | 9 Saisons         | University of Delaware        |
| 15  | Vereinigte Staaten  | Brittney Sykes           | Guard          | 07.02.1994   | 6 Saisons         | Syracuse University           |
| 20  | Vereinigte Staaten  | Kristi Toliver           | Guard          | 27.01.1987   | 13 Saisons        | University of Maryland        |
| 21  | Vereinigte Staaten  | Tianna Hawkins           | Forward        | 02.03.1991   | 9 Saisons         | University of Maryland        |
| 32  | Vereinigte Staaten  | Shatori Walker-Kimbrough | Guard          | 18.05.1995   | 6 Saisons         | University of Maryland        |
| 42  | Schweden            | Amanda Zahui B           | Center         | 08.09.1993   | 7 Saisons         | University of Minnesota       |

### Erstrunden-Wahlrechte beim WNBA Draft
| Name                 | Jahr | Draft-Position |
| -------------------- | ---- | -------------- |
| Murriel Page         | 1998 | 3.             |
| Chamique Holdsclaw   | 1999 | 1.             |
| Tausha Mills         | 2000 | 2.             |
| Coco Miller          | 2001 | 9.             |
| Stacey Dales-Schuman | 2002 | 3.             |
| Asjha Jones          | 2002 | 4.             |
| Aiysha Smith         | 2003 | 7.             |
| Alana Beard          | 2004 | 2.             |
| Temeka Johnson       | 2005 | 6.             |
| Tamara James         | 2006 | 8.             |
| Bernice Mosby        | 2007 | 6.             |
| Crystal Langhorne    | 2008 | 6.             |

| Name                     | Jahr | Draft-Position |
| ------------------------ | ---- | -------------- |
| Marissa Coleman          | 2009 | 2.             |
| Jacinta Monroe           | 2010 | 6.             |
| Victoria Dunlap          | 2011 | 11.            |
| Natalie Novosel          | 2012 | 8.             |
| LaSondra Barrett         | 2012 | 10.            |
| Tayler Hill              | 2013 | 4.             |
| Stefanie Dolson          | 2014 | 6.             |
| Ally Malott              | 2015 | 8.             |
| Kahleah Copper           | 2016 | 7.             |
| Shatori Walker-Kimbrough | 2017 | 6.             |
| Ariel Atkins             | 2018 | 7.             |
| Kiara Leslie             | 2019 | 10.            |

Seit 1998 hatten die Mystics in bisher 23 Saisons insgesamt 24 Draftrechte in der ersten Runde des WNBA Drafts, wobei sie derzeit die einzige Mannschaft der WNBA sind, die an jedem teilgenommenen Draft mindestens eine Spielerin in der ersten Runde selektiert hat. Bei zwei Drafts konnten sogar zwei Spielerinnen in der ersten Runde ausgewählt werden (2002 und 2012).
Mit Chamique Holdsclaw konnte das Franchise bisher einmal eine Spielerin an der ersten Position auswählen. Sie konnte auch die in sie gesteckten Erwartungen erfüllen und wurden nach ihrer ersten Saisons in der WNBA zum besten Neuling des Jahres gewählt. Aufgrund der sportlich schwächeren Leistungen konnte das Team insgesamt sechsmal in den Top 3 eine Spielerin auswählen. Der zweite Rookie of the Year des Teams war mit Temeka Johnson aber nur an Position sechs gedraftet worden.
In der Saison 2017 standen mit Tayler Hill und Shatori Walker-Kimbrough noch zwei von dem Team in der ersten Runde des Drafts ausgewählten Spielerinnen im Kader des Klubs.